# آرمان بابالاریان
آرمان بابایان (روسی: Армен Бабаларян؛ زادهٔ ۱۵ اوت ۱۹۷۱) بازیکن فوتبال در پست هافبک اهل ارمنستان است.

## باشگاهی
از باشگاه‌هایی که در آن بازی کرده‌است می‌توان به باشگاه فوتبال کوتایک و باشگاه فوتبال آرارات ایروان اشاره کرد.

## تیم ملی
وی همچنین در تیم ملی فوتبال زیر ۲۰ سال اتحاد شوروی بازی کرده‌است.